# Cẩm Sơn, huyện Cai Lậy
Cẩm Sơn là một xã thuộc huyện Cai Lậy, tỉnh Tiền Giang, Việt Nam.

## Địa lý
Xã Cẩm Sơn tiếp giáp thị trấn Bình Phú ở phía bắc, tiếp giáp xã Phú An và xã Hiệp Đức ở phía tây, tiếp giáp xã Hội Xuân và xã Long Trung ở phía nam, tiếp giáp thị xã Cai Lậy ở phía đông.
Các sông, kênh, rạch chảy qua địa bàn xã gồm: sông Ba Rài, rạch Cầu Ván, rạch Cây Khế, rạch Chanh, rạch Chùa, rạch Gò Da, kênh Giồng Tre, rạch Ông Tùng, kênh Ngang, kênh Thanh Niên, kênh Thầy Thanh, rạch Tham Rôn. Sông Ba Rài chảy theo hướng bắc nam đã cắt đôi địa bàn xã.

## Hành chính
Xã Cẩm Sơn có diện tích 12,41 km², dân số năm 2013 là 8.009 người, mật độ dân số đạt 645 người/km².
Xã Cẩm Sơn được chia thành 4 ấp: 1, 2, 3, 4.

## Lịch sử
Địa bàn xã từng là nơi diễn ra trận Tham Rôn giữa quân kháng chiến và quân Pháp.
Ngày 25 tháng 6 năm 1963, quân kháng chiến miền Nam gồm tiểu đoàn 514 bộ đội tỉnh Mỹ Tho, bộ đội địa phương huyện Cai Lậy và du kích xã Cẩm Sơn, Hội Xuân, Long Trung tổ chức đánh chiếm đồn Tham Rôn, thuộc xã Cẩm Sơn.
Ngày 15 tháng 9 năm 1967, địa bàn xã là nơi diễn ra trận đánh Ba Rài giữa quân Mỹ và tiểu đoàn 263 quân kháng chiến miền Nam.

## Kinh tế – Xã hội
Trục đường quan trọng là huyện lộ 60 chạy theo hướng tây - đông cắt ngang địa bàn xã, đây là đường nhựa mới làm và có bề ngang rộng nhất trong số các huyện lộ ở Tiền Giang. Cầu Cẩm Sơn trên huyện lộ 60 bắc qua sông Ba Rài, con sông lớn nhất xã, tại vị trí này là trung tâm của xã, có chợ Cẩm Sơn (hay chợ Tham Rôn), UBND xã Cẩm Sơn, Khu di tích Chiến thắng Ba Rài. Phía nam địa bàn xã có chợ Cẩm Phong nằm ngay bờ đông sông Ba Rài. Dọc hai bờ sông Ba Rài là hai con đường, đường Tây Ba Rài là lộ đan, đường Đông Ba Rài là lộ nhựa. Các tuyến đường quan trọng khác trong xã là tỉnh lộ 875B và đường Liên 6 Xã.
Cẩm Sơn có 1.058 ha đất sản xuất, vườn trồng cây ăn trái chiếm 939 ha, còn lại trồng lúa và rau màu. Cụ thể 428 ha sầu riêng tại ấp 3 và ấp 4, gần 130 ha cam các loại và khoảng 150 ha bưởi da xanh ở ấp 1 và ấp 2. Trung bình hằng năm thu hoạch 27.000 tấn trái cây các loại.
Ngành chăn nuôi của xã có đàn lợn gần 3.000 con, đàn gia cầm gần 28.000 con, đàn bò gần 120 con.
Xã có 529 cơ sở ngành nghề công nghiệp, tiểu thủ công nghiệp với trên 1.300 lao động.

## Ảnh

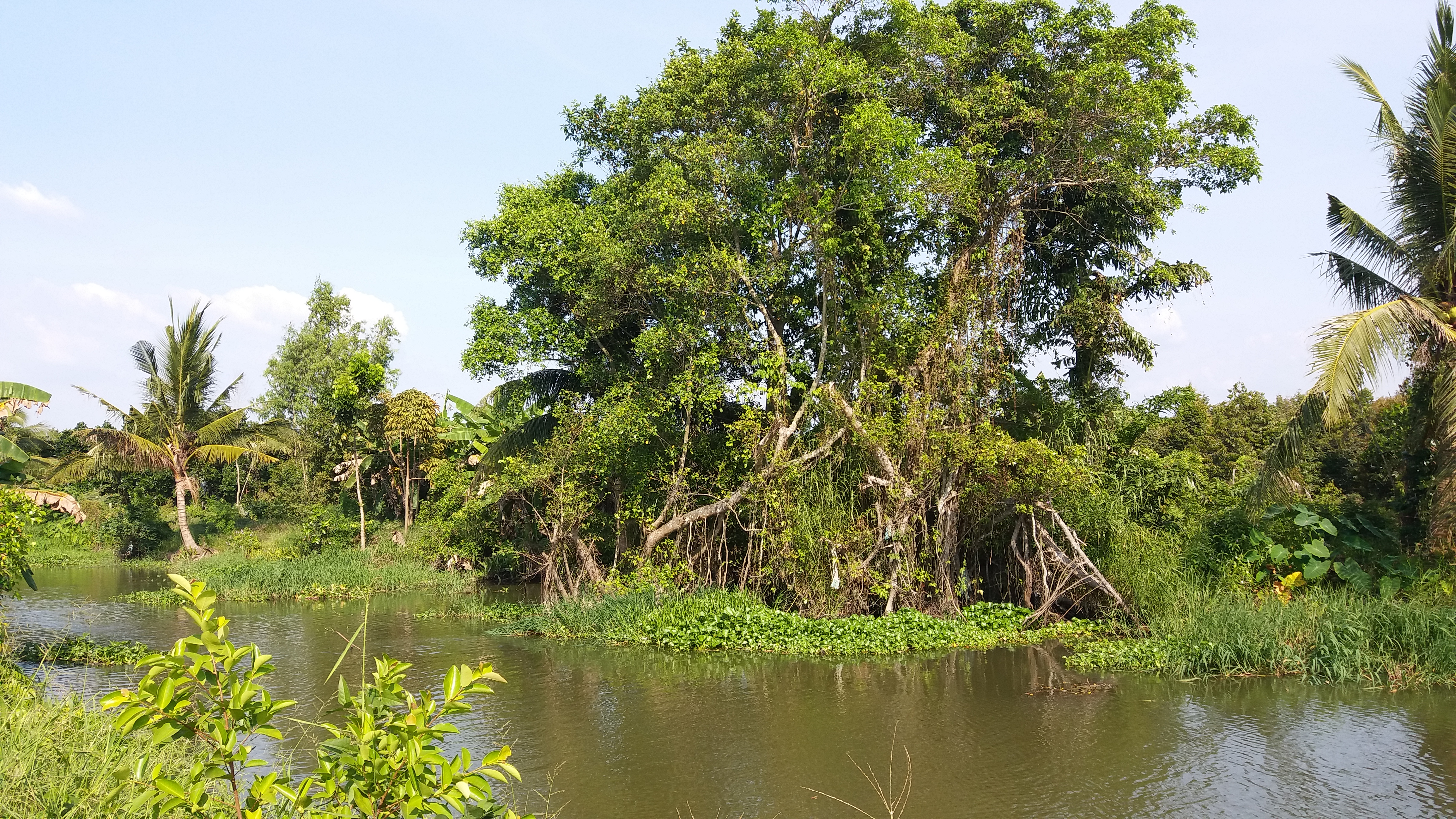
kênh Giồng Tre, gần Ngã tư Giồng Tre.
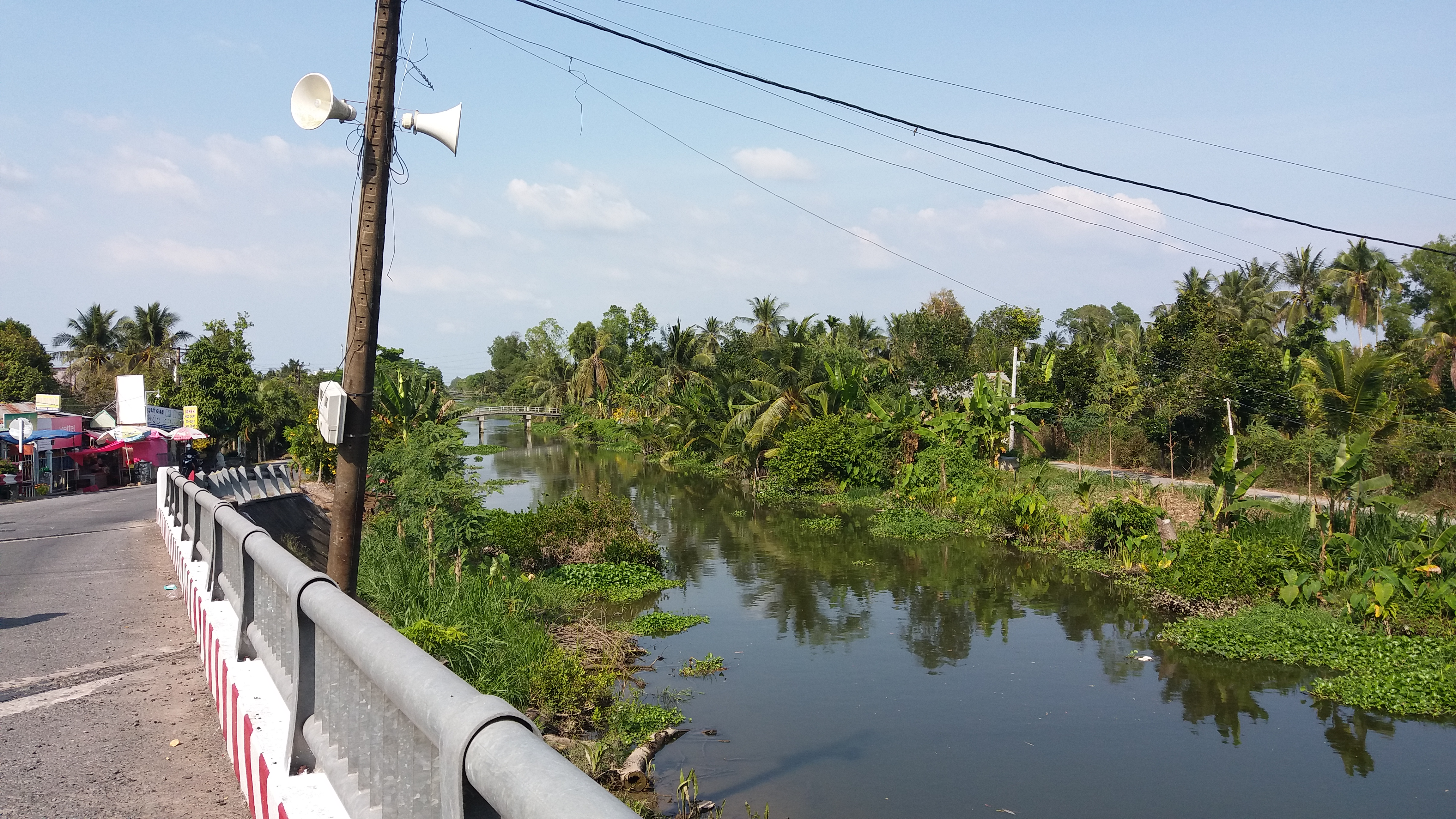
kênh Giồng Tre, gần kênh Tham Rôn.
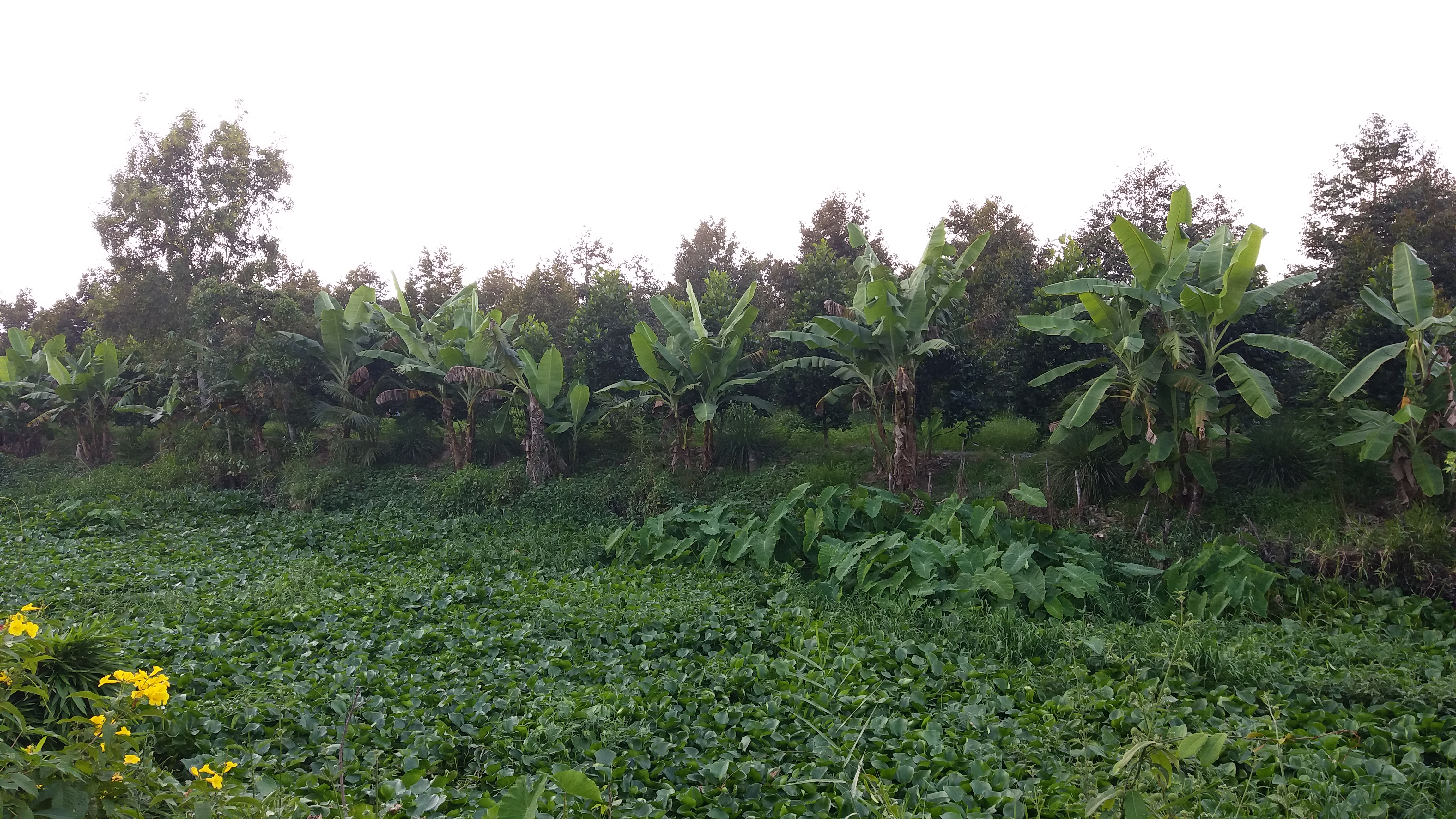
Một đoạn kênh Giồng Tre đầy lục bình, dọc Tỉnh lộ 875B.
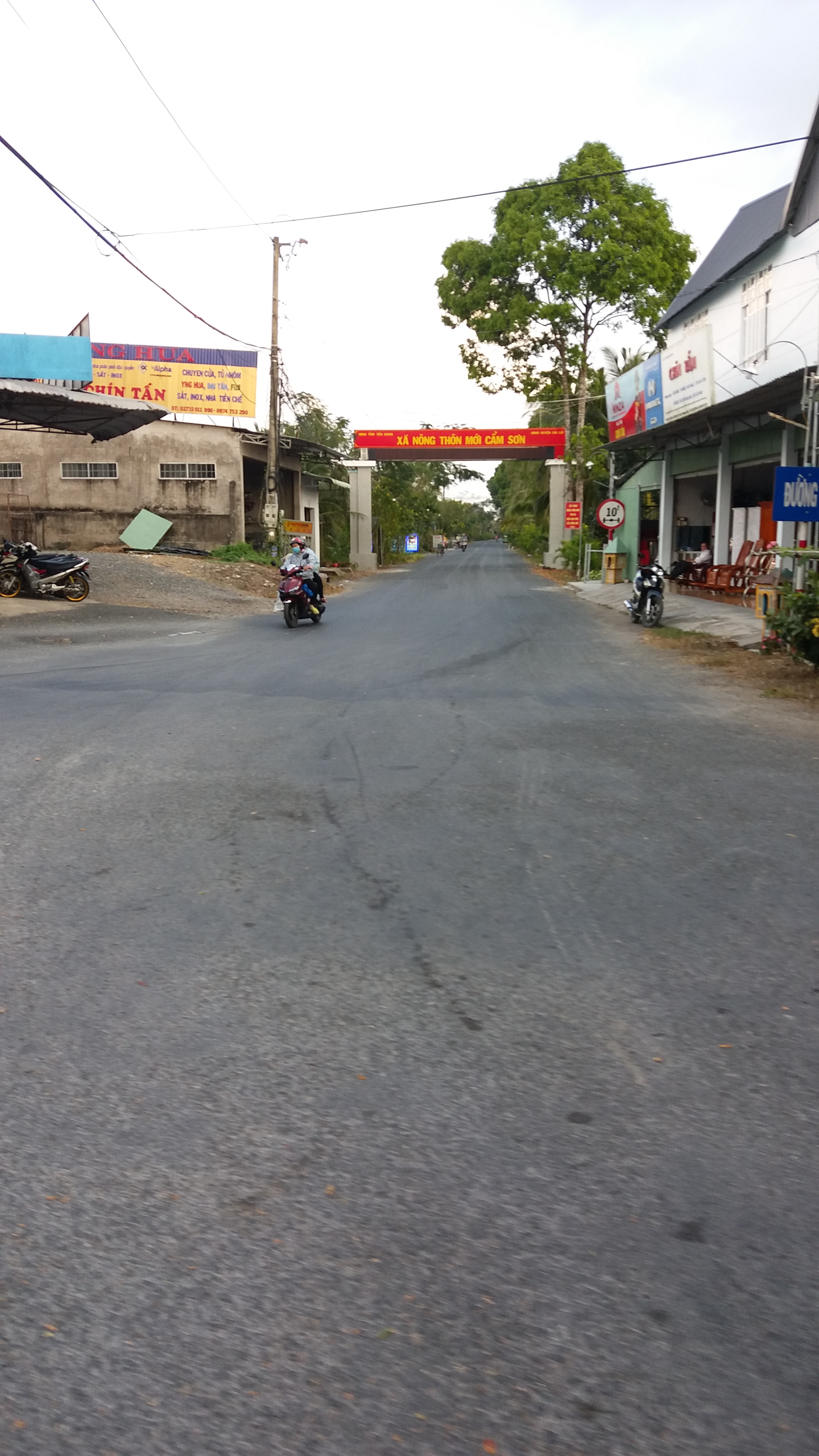
Đầu đường huyện lộ 60, nơi giao với huyện lộ 875B.
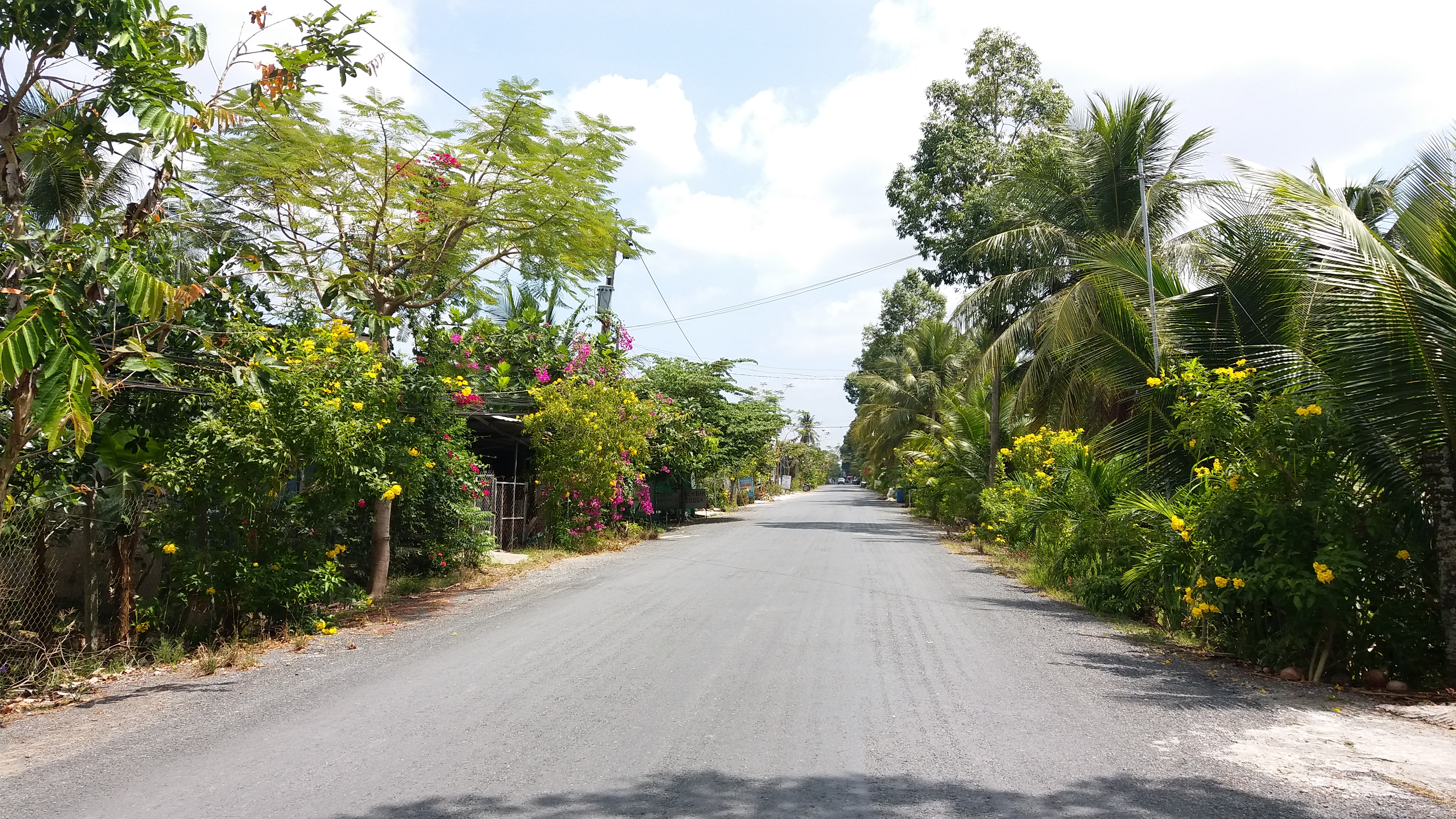
Huyện lộ 60 hướng chạy về chợ xã Cẩm Sơn.
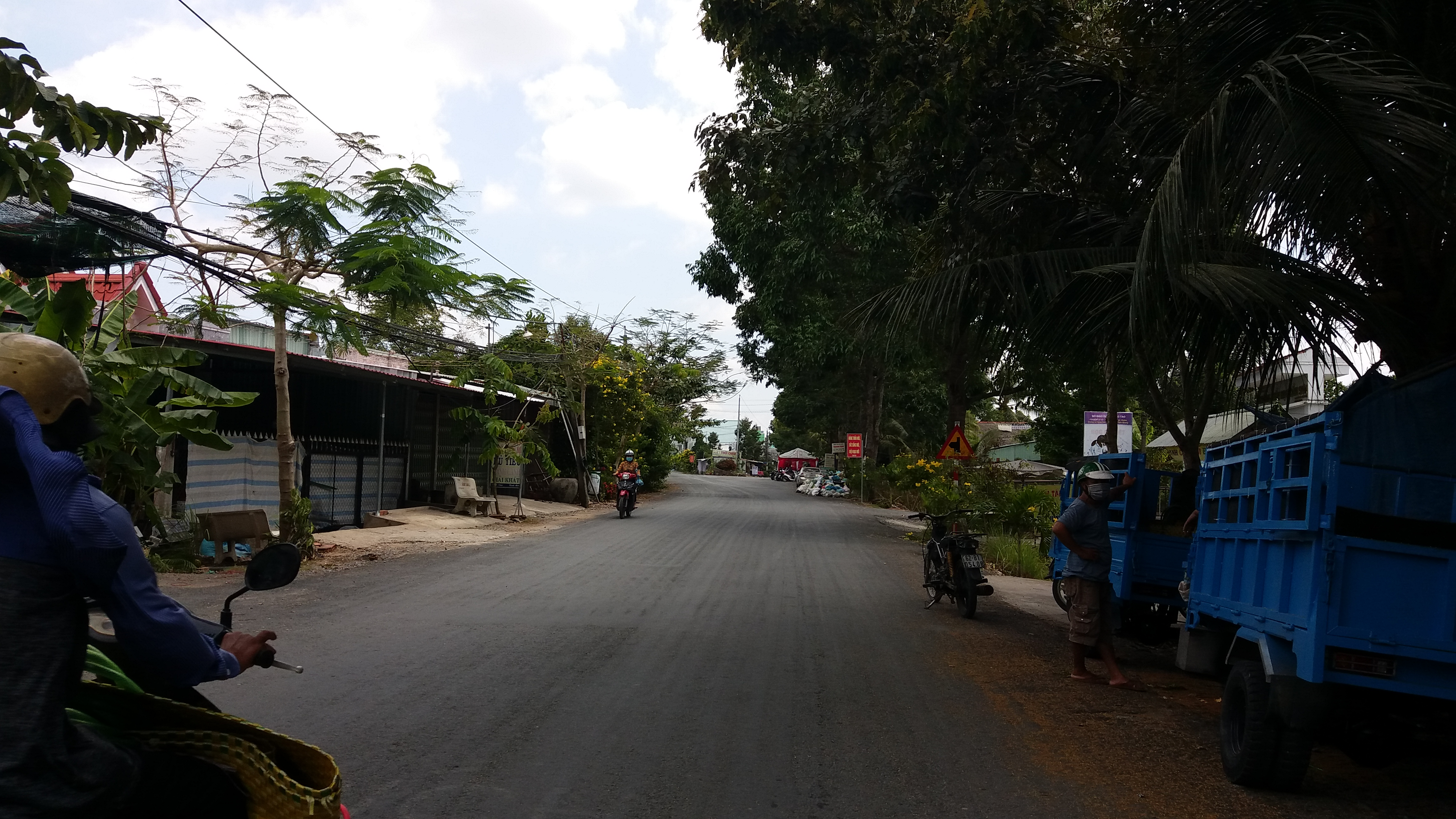
Huyện lộ 60, gần chợ xã.
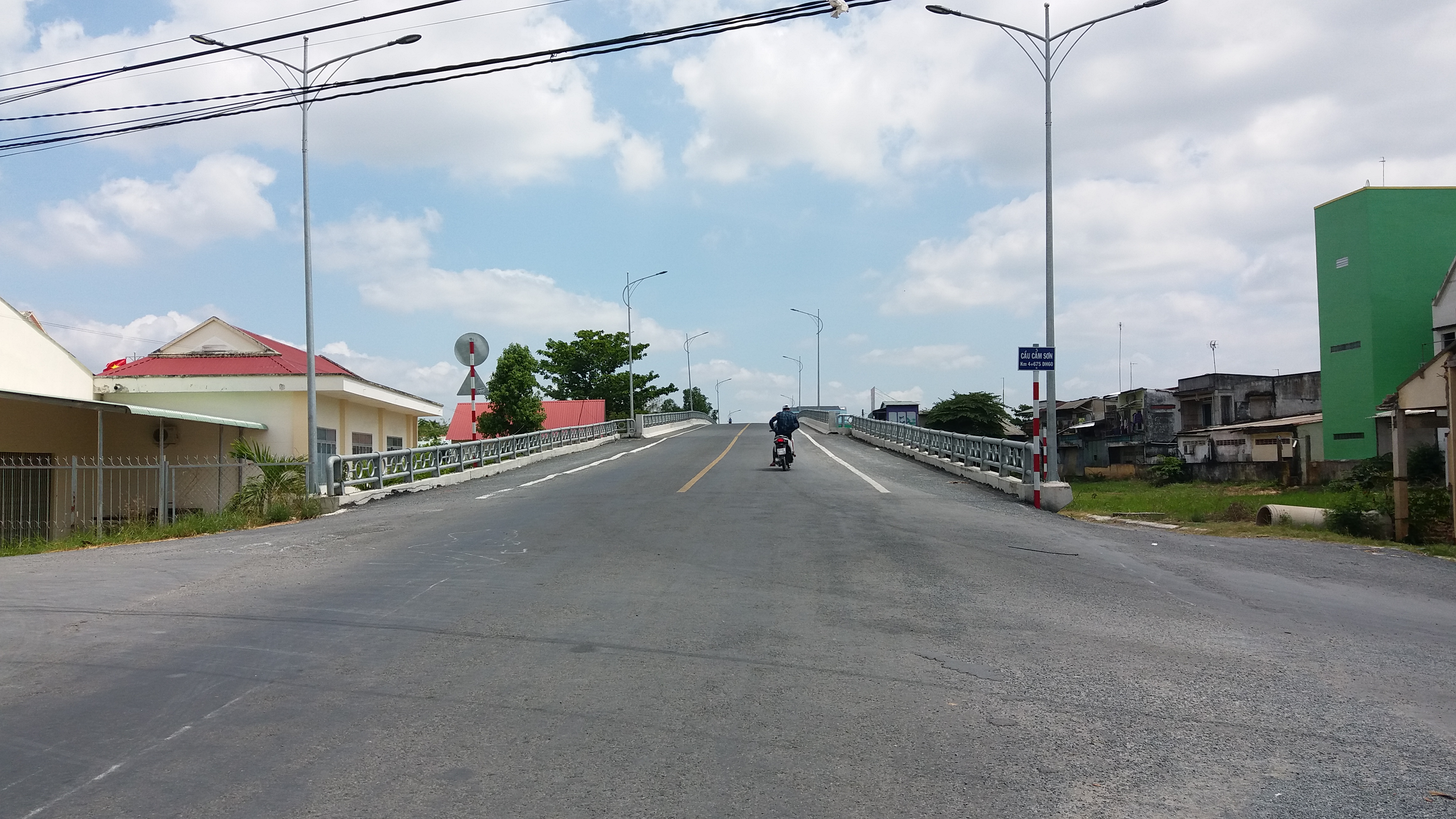
Cầu Cẩm Sơn, chân cầu phía tây.
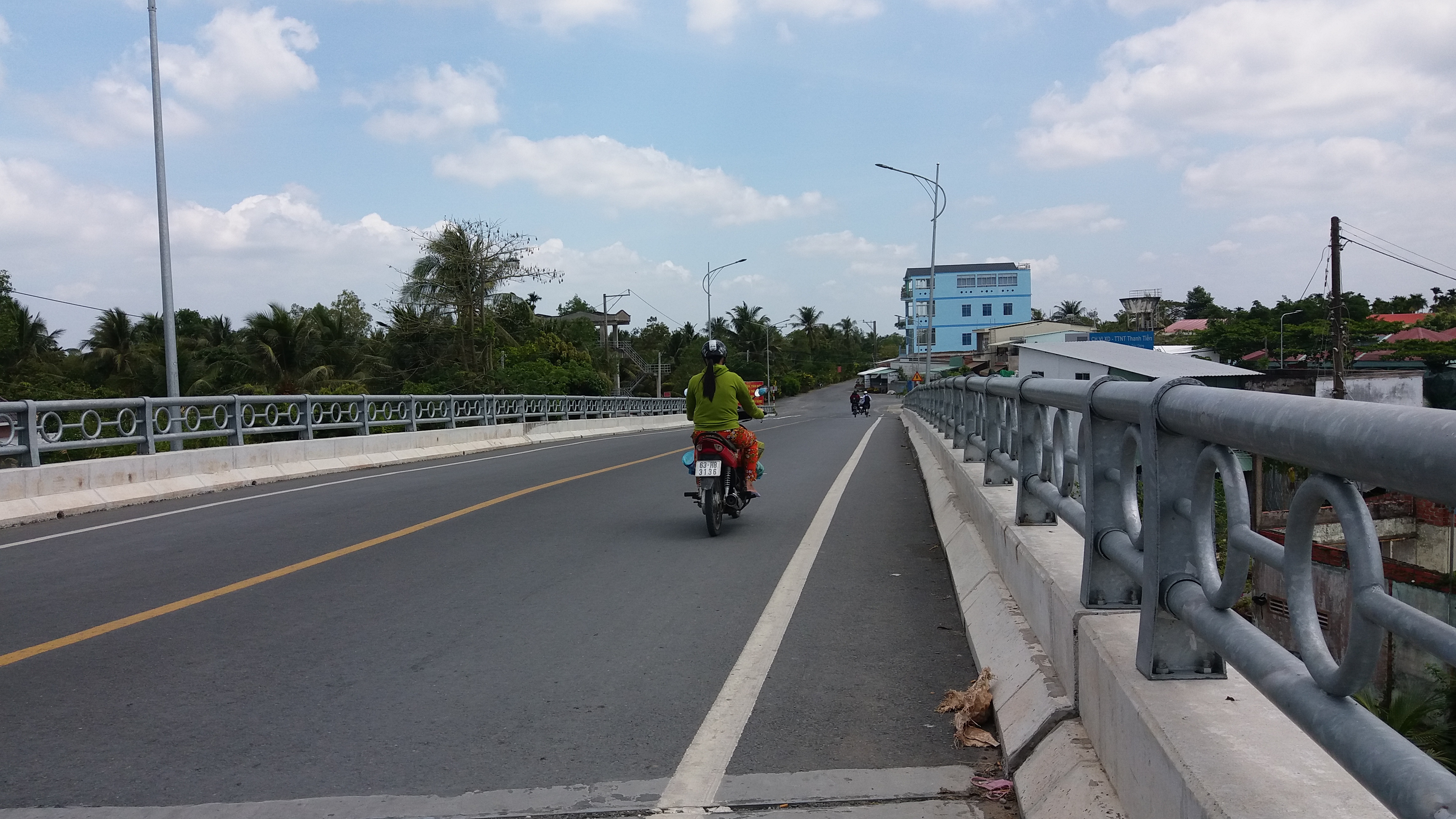
Cầu Cẩm Sơn, chân cầu phía đông.
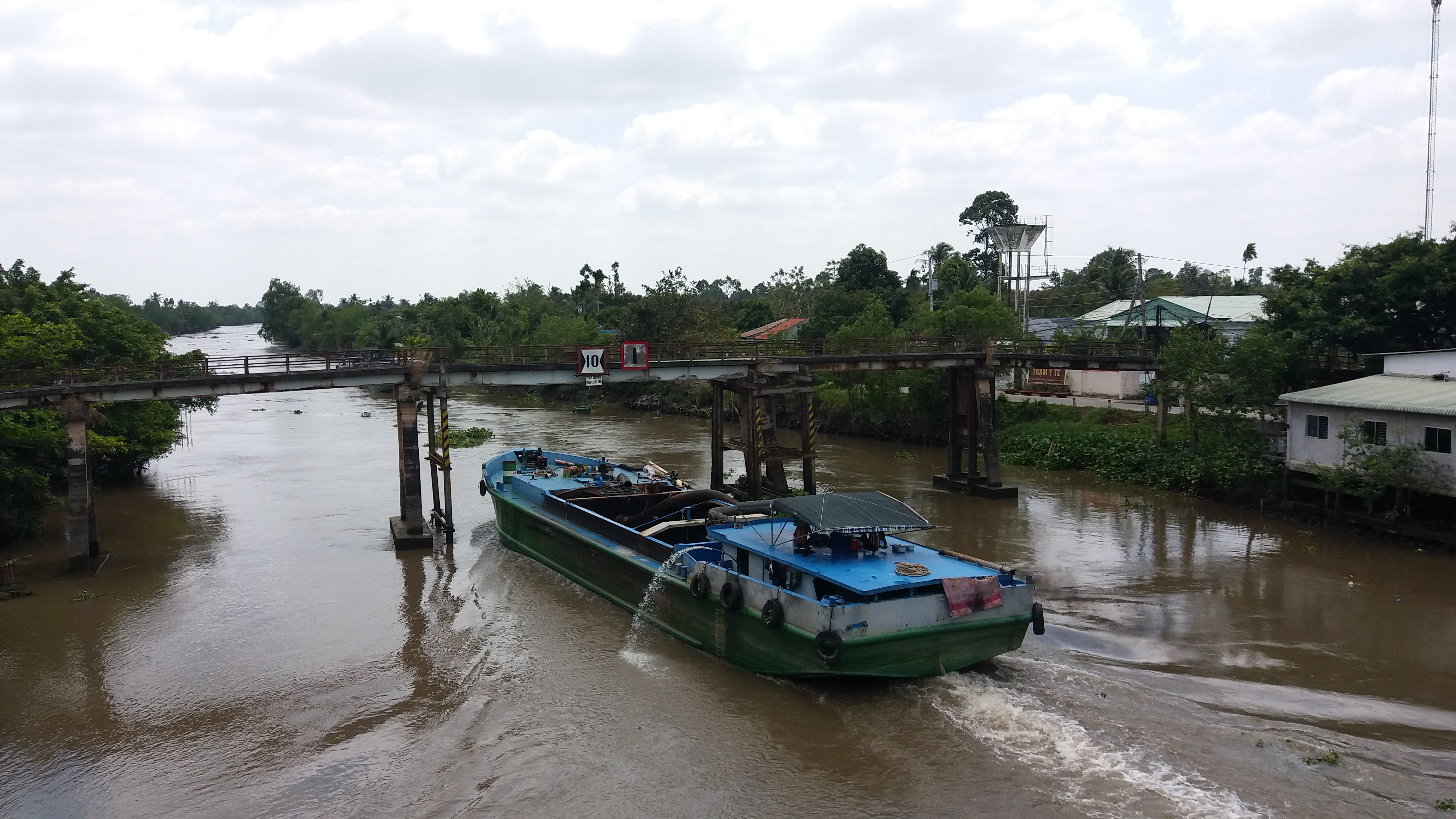
Cầu Cẩm Sơn cũ.
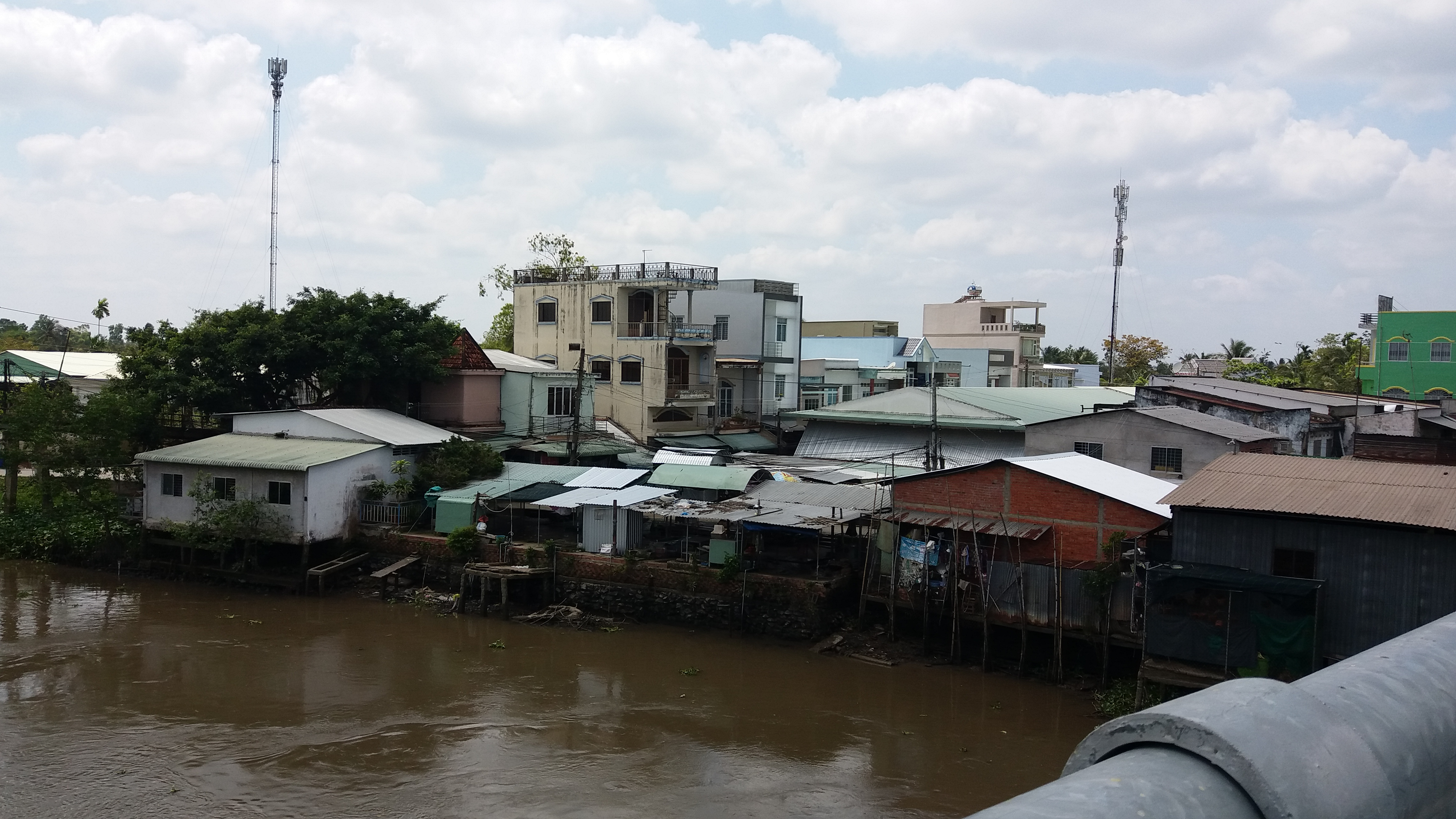
Chợ Cẩm Sơn.
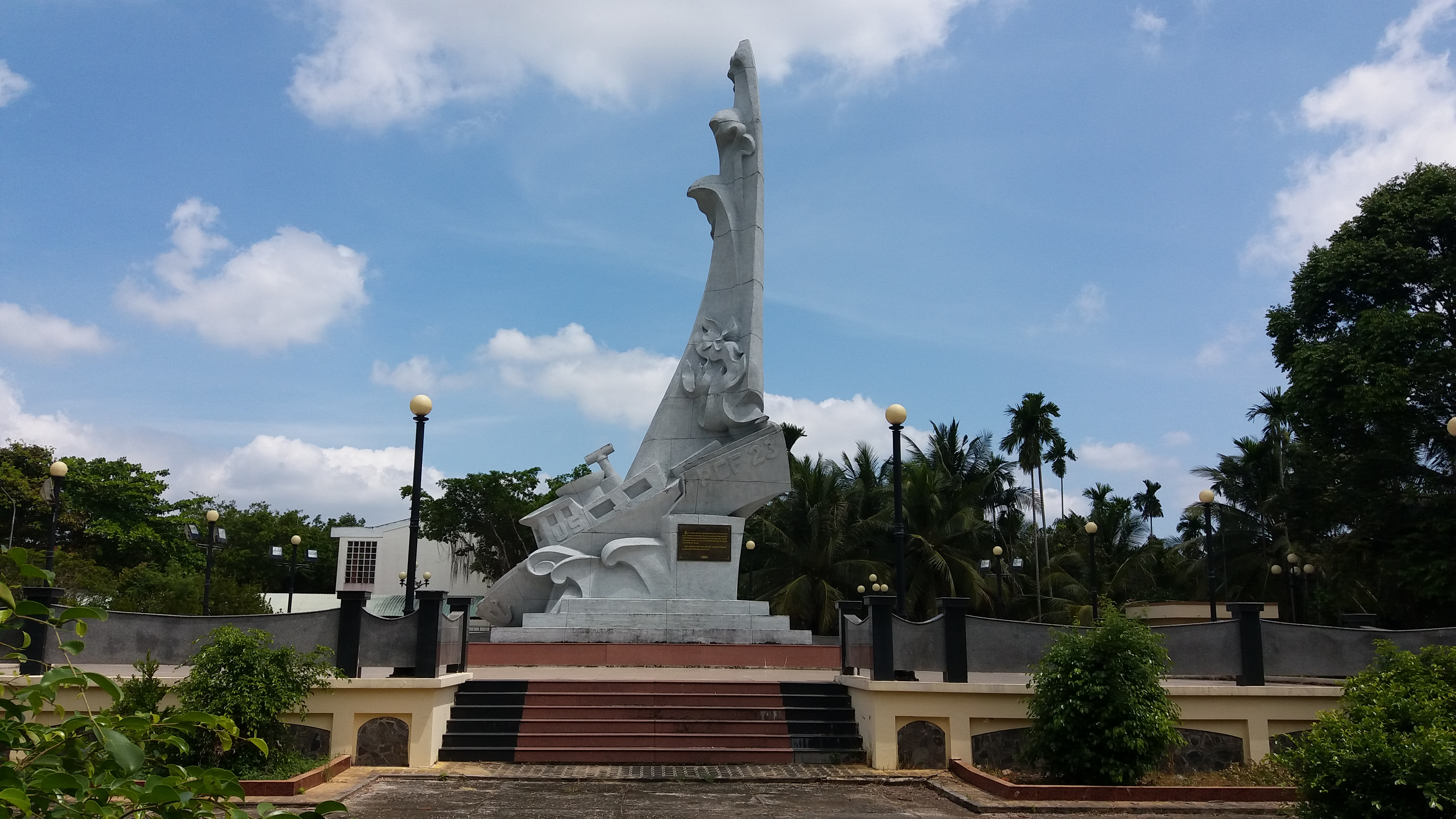
Khu di tích Chiến thắng Ba Rài.
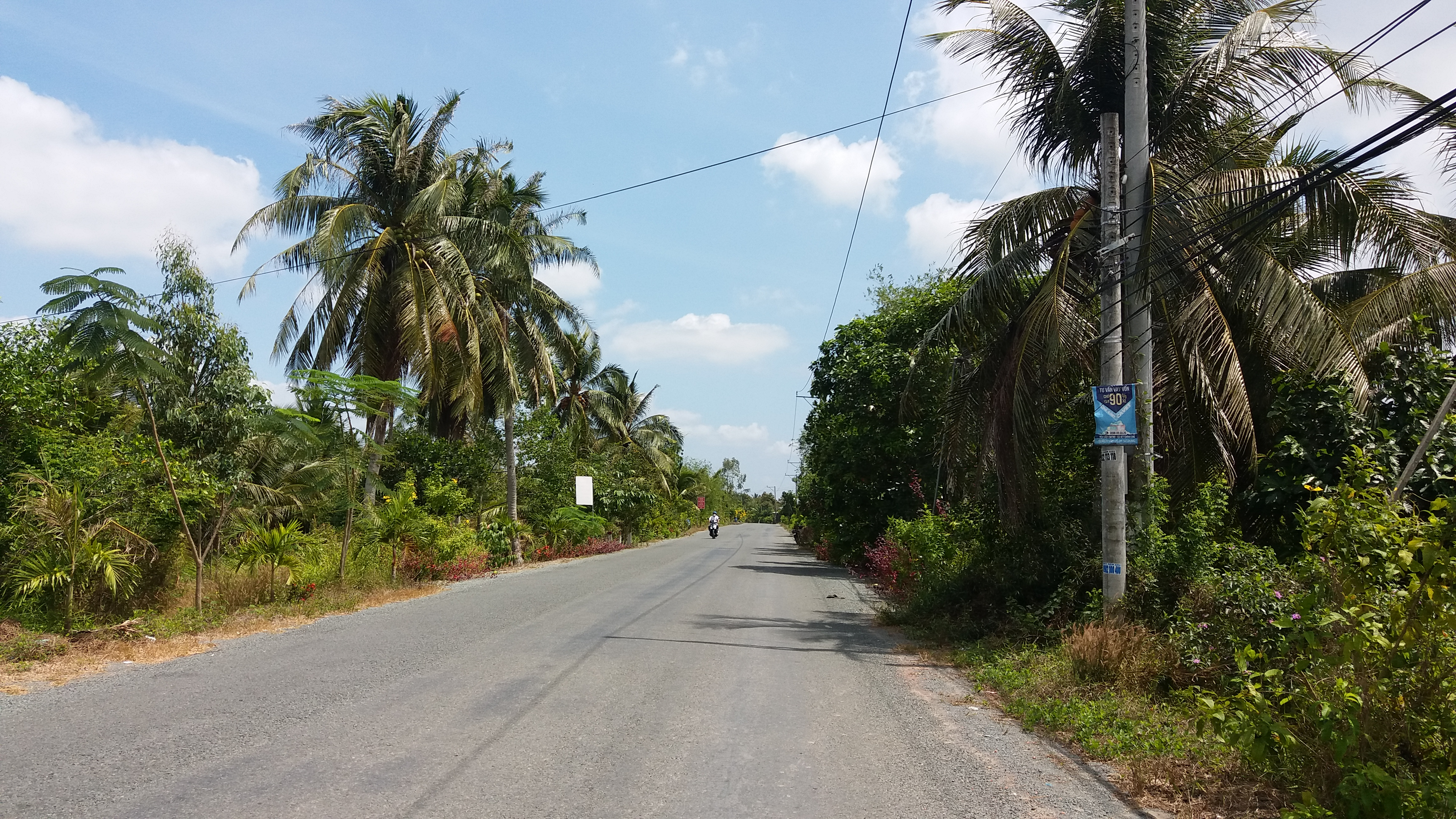
Huyện lộ 60, hướng về xã Long Khánh.